# Jan Bugenhagen

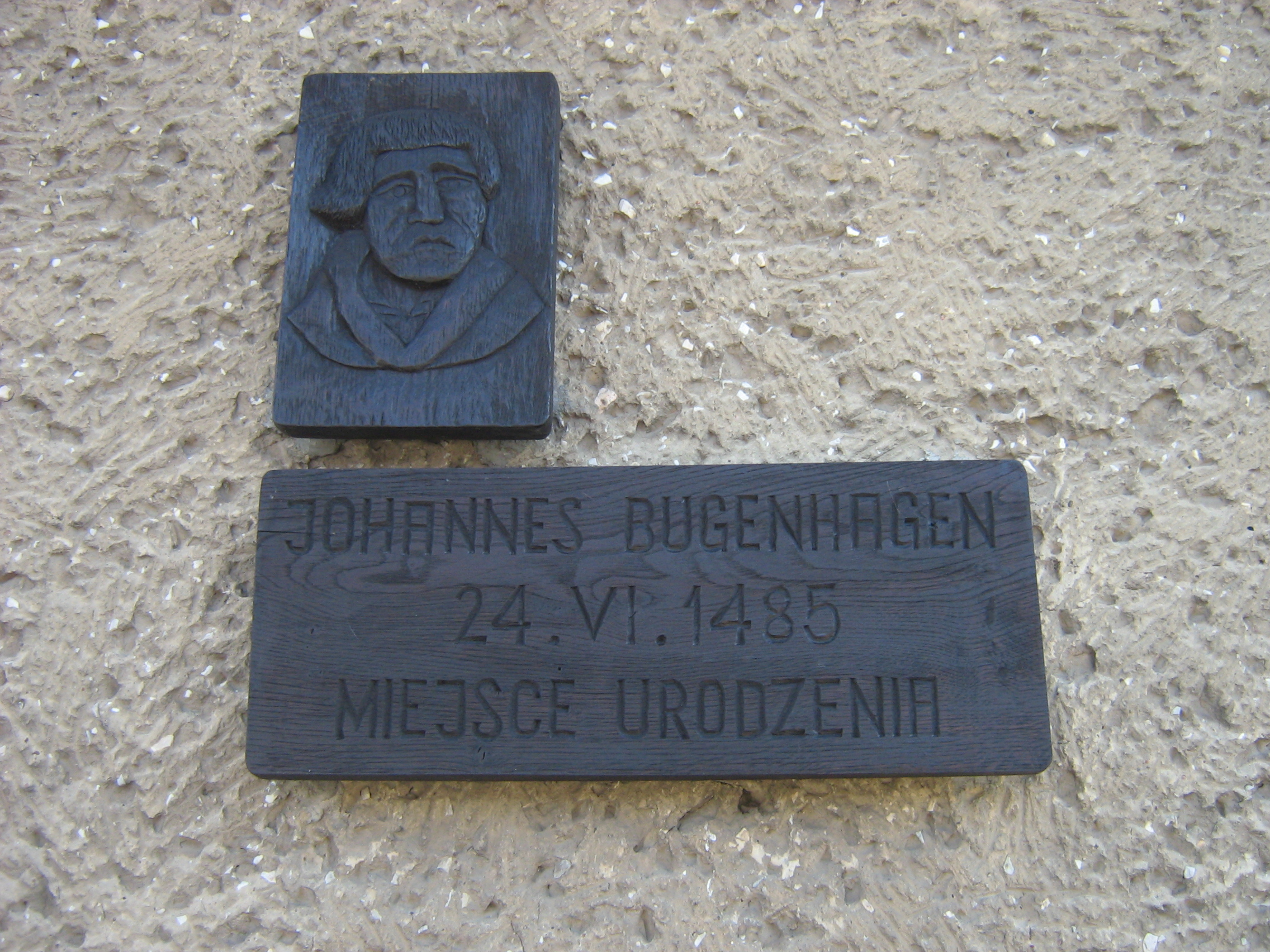
Tabliczka w Wolinie informująca o miejscu urodzenia

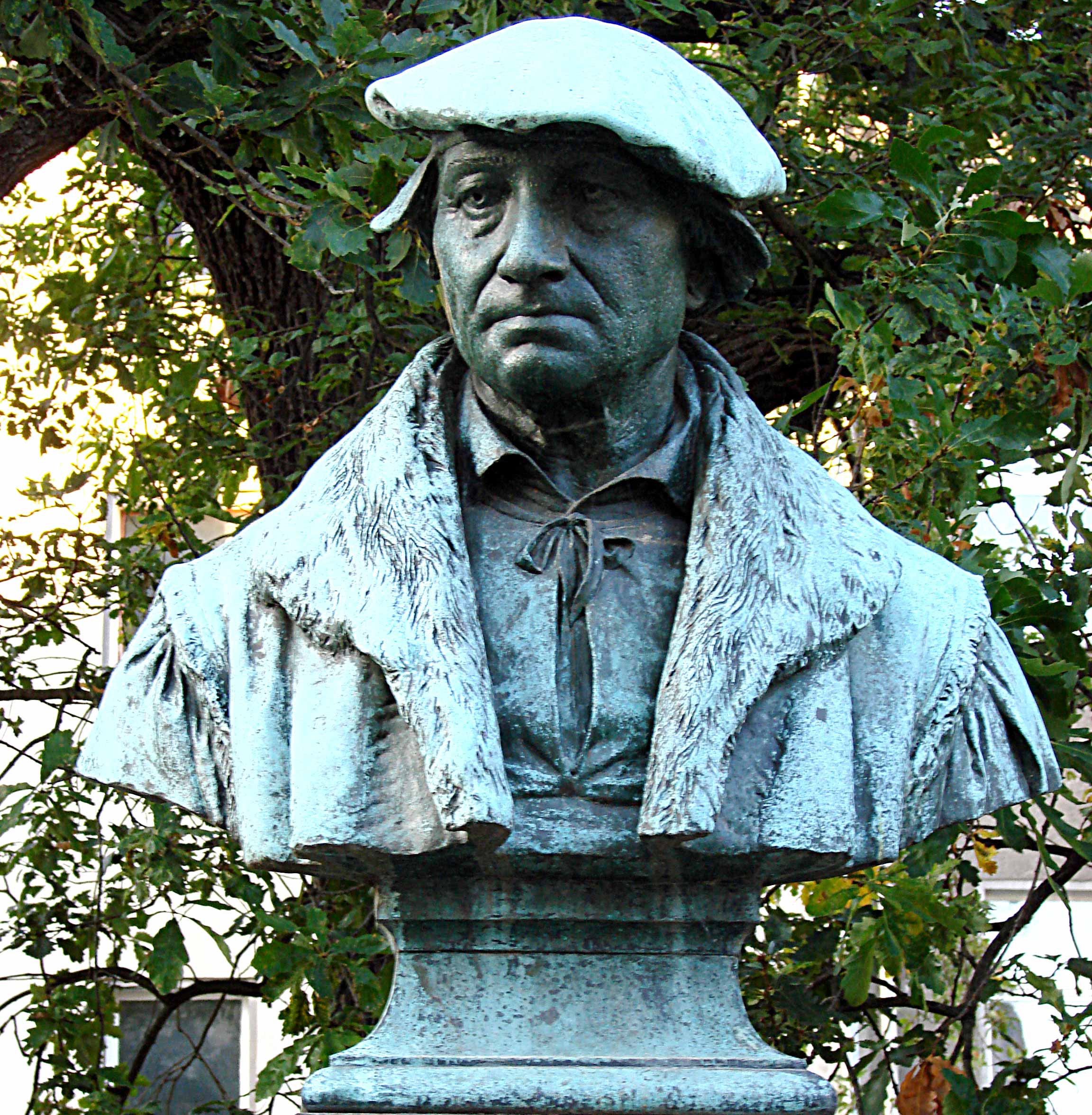
Pomnik Jana Bugenhagena w Wittenberdze

Jan Bugenhagen zwany Doctor Pomeranus (niem. Johannes Bugenhagen, Doktor Pommer) (ur. 24 czerwca 1485 w Wolinie, zm. 20 kwietnia 1558 w Wittenberdze) – norbertanin, doktor teologii, czołowy przedstawiciel wczesnego ruchu protestanckiego, współzałożyciel oraz organizator Kościołów ewangelicko-luterańskich w północnych Niemczech, Danii i na Pomorzu.

## Młodość i życie zakonne
Jan Bugenhagen urodził się w Wolinie 24 czerwca 1485 w rodzinie patrycjuszowskiej. Był synem rajcy miejskiego i burmistrza Gerharda Bugenhagena. Studiował sztuki wyzwolone na Uniwersytecie w Greifswaldzie. W czasie pobytu na uczelni wybrał drogę kariery duchownej, wstąpił do premonstratensów.
Od 1504 roku przebywał w klasztorze norbertanów w Białobokach. Na życzenie miejscowego opata został rektorem szkoły miejskiej w Trzebiatowie oraz nauczycielem teologii w macierzystym klasztorze. Dzięki staraniom Jana Bugenhagena wzrósł poziom szkolnictwa w mieście, a trzebiatowska Szkoła Łacińska i jej humanistyczny program stała się wiodącym ośrodkiem oświatowym na Pomorzu Zachodnim.
W 1509 roku Bugenhagen przyjął święcenia kapłańskie i został wikariuszem przy kościele parafialnym w Trzebiatowie. Ponadto w macierzystym klasztorze w Białobokach pełnił w tym czasie obowiązki notariusza, księdza kaznodziei, a także historyka. W 1518 roku ukończył pisanie monumentalnego dzieła o historii miast pomorskich Pomerania. Zawarł w nim syntezę historii kraju, ale także poświęcił dużo uwagi działalności misyjnej Ottona z Bambergu.

## Udział w organizacji ruchu reformacyjnego
Od 1520 roku Bugenhagen zajmował się badaniem pism i wystąpień saksońskiego augustianina Marcina Lutra. Wnikliwa lektura dzieła "O babilońskiej niewoli Kościoła" (Von der babylonischen Gefangenschaft der Kirche) w 1520 roku, które początkowo uznał za przejaw poważnej herezji, spowodowała u niego zmianę dotychczasowego patrzenia na religię i po głębszej analizie konwersję na luteranizm i przyjęcie nauk reformacyjnych. Wkrótce stał się ich gorliwym propagatorem. Bugenhagen skupił wokół siebie krąg duchownych, mieszczan, studentów i zaczął organizować pierwszą wspólnotę ewangelicką w Trzebiatowie. Stała się ona zaczątkiem reformacji na Pomorzu. W marcu 1521 roku Bugenhagen wobec narastającej wrogości ze strony zwolenników i przedstawicieli papiestwa, chcąc ukryć się przed prześladowaniami opuścił Trzebiatów i uciekł do Wittenbergi, gdzie Marcin Luter szybko docenił jego kompetencje i zatrzymał go u swego boku, z myślą o dalszym rozwoju ruchu reformacyjnego. Bugenhagen został powołany na stanowisko pastora parafialnego w Wittenberdze, skąd współpracując z Lutrem i Melanchtonem, angażował się w szerzenie nauki ewangelickiej poza granicami Niemiec. 
W 1522 roku zerwał z celibatem i ożenił się z Walpurgą, z którą doczekał trojga dzieci. W 1523 roku został proboszczem kościoła Najświętszej Marii Panny w Wittenberdze oraz zaczął wykładać teologię na miejscowym uniwersytecie. Po tym jak poznał osobiście Marcina Lutra stał się jego wiernym przyjacielem oraz stałym spowiednikiem. 13 czerwca 1525 roku udzielił mu ślubu z 26-letnią wówczas Katarzyną von Bora. W późniejszych latach pracował przy układaniu 17 artykułów, które stały się podstawą wyznania ewangelicko-augsburskiego, pomagał również Lutrowi tłumaczyć Biblię na język niemiecki.
W 1533 roku jako jeden z pierwszych uczonych otrzymał tytuł doktora na zreformowanym wydziale teologii uniwersytetu w Wittenberdze. W latach 1533–1534 za namową Lutra dokonał przekładu Pisma Świętego na język dolnoniemiecki. Był współuczestnikiem zawiązania unii szmalkaldzkiej.

## Działalność misyjna
W swojej działalności misyjnej, której podjął się w latach dwudziestych i trzydziestych XVI wieku, Bugenhagen zreformował Kościoły krajowe: Brunszwiku (1528), Hamburga (1528–1529), Lubeki (1530–1532) oraz Hildesheim i Wolfenbüttel (1542). Za wkład w krzewienie protestantyzmu w Niemczech, Marcin Luter nazywał go Doctor Pomeranus.
Bugenhagen odegrał czołową rolę w reformie Kościoła Danii (1536–1539). Po usunięciu przez króla Chrystiana III biskupów katolickich, Jan Bugenhagen przygotował w oparciu o doktrynę luteranizmu nowy porządek organizacji życia religijnego w Danii. W 1536 dokonał ordynacji pierwszych siedmiu protestanckich superintendentów, którzy objęli wakujące diecezje. W 1537 koronował duńską parę królewską w Kopenhadze. Był także współzałożycielem i pierwszym rektorem protestanckiego Uniwersytetu w Kopenhadze.
Wcześniej, zanim podjął się tej misji, przeprowadził reformę Kościoła na terenie swojej ojczyzny – Pomorza. W grudniu 1534 Bugenhagen przybył do Trzebiatowa i uczestniczył w sejmie trzebiatowskim, podczas którego książęta Gryfici narzucili stanom pomorskim reformację. Bugenhagen został wyznaczony do opracowania nowej zreformowanej liturgii i przeprowadzenia wizytacji parafii diecezji kamieńskiej. W 1535 wydana została jego Ordynacja Kościelna. W tym samym roku w asyście książąt pomorskich odwiedził: Słupsk, Sławno, Darłowo, Szczecin, Gryfice, Wolin, Greifswald, Anklam i Pasewalk. Brał również udział w wizytacjach przekształconych w dobra książęce klasztorów Neuenkamp i Eldena.
Po śmierci Marcina Lutra zorganizował jego pogrzeb, a także zaopiekował się jego żoną i rodziną. Odmówił wielokrotnie proponowanych mu godności biskupich, w tym urzędu biskupa kamieńskiego. Chciał pozostać jedynie kaznodzieją i teologiem. Jedynym urzędem kościelnym, który przyjął, było stanowisko superintendenta Saksonii (1539).
Zmarł 20 kwietnia 1558 roku w Wittenberdze i został pochowany w farze miejskiej.